# Wspólnota administracyjna Nagold
Wspólnota administracyjna Nagold – wspólnota administracyjna (niem. Vereinbarte Verwaltungsgemeinschaft) w Niemczech, w kraju związkowym Badenia-Wirtembergia, w rejencji Karlsruhe, w regionie Nordschwarzwald, w powiecie Calw. Siedziba wspólnoty znajduje się w mieście Nagold, przewodniczącym jej jest Rainer Prewo.
Wspólnota administracyjna zrzesza dwa miasta i dwie gminy wiejskie:
- Ebhausen, 4 863 mieszkańców, 24,56 km²
- Haiterbach, miasto, 5 794 mieszkańców, 28,92 km²
- Nagold, miasto, 22 779 mieszkańców, 63,09 km²
- Rohrdorf, 1 956 mieszkańców, 3,93 km²